# Jack London
Jack London, probablemente nacido como John Griffith Chaney (San Francisco, 12 de enero de 1876-Glen Ellen, 22 de noviembre de 1916), fue un escritor estadounidense, autor de Colmillo Blanco, La llamada de lo salvaje  y otras novelas y cuentos.

## Antecedentes personales

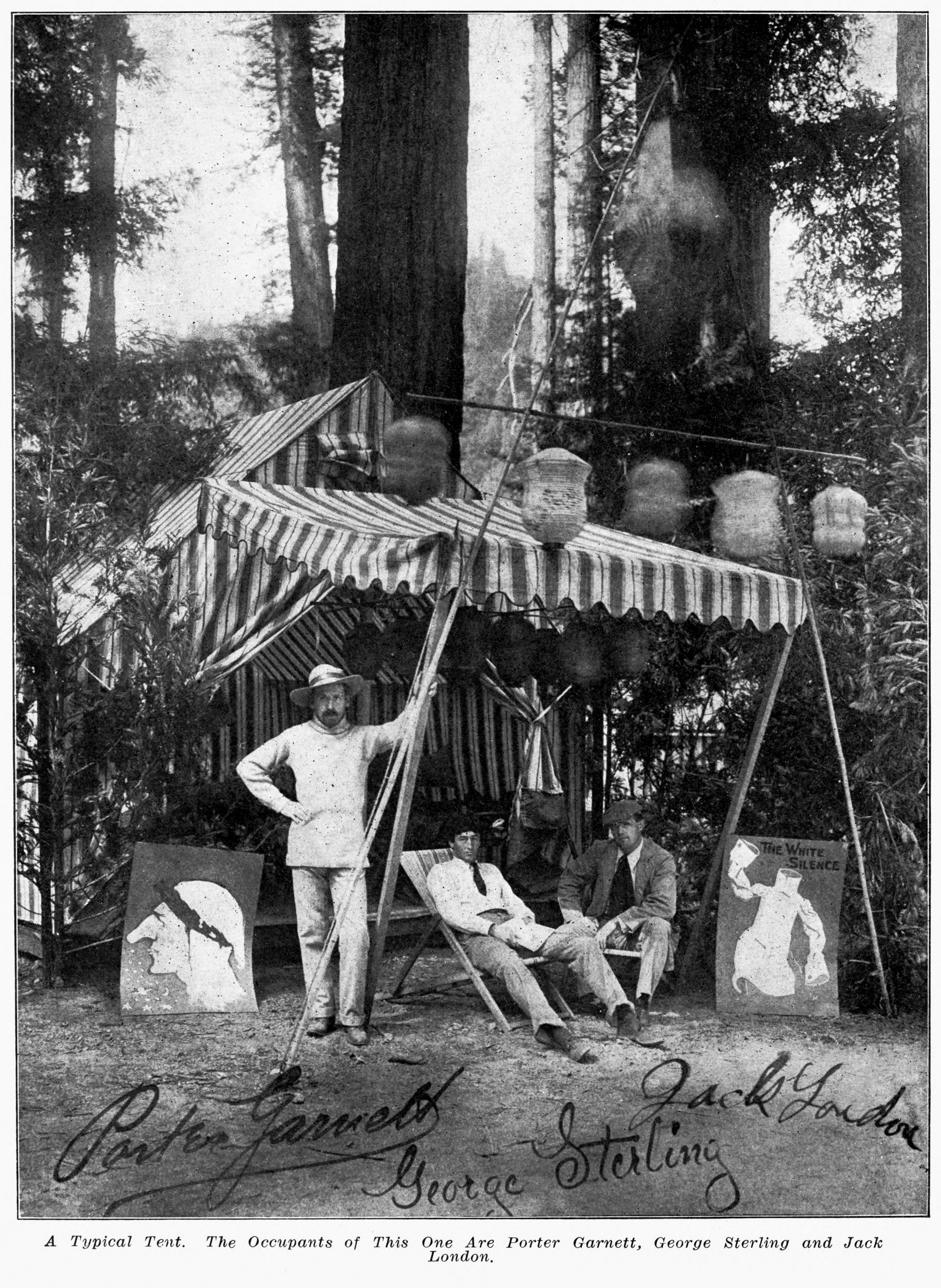
Porter Garnett, George Sterling and Jack London (circa 1904)

Clarice Stasz y otros biógrafos creen que el padre biológico de Jack London fue el astrólogo William Chaney. Chaney fue un personaje distinguido de la astrología; según Stasz: "Desde el punto de vista de los astrólogos más serios de hoy, Chaney es una gran figura que ha cambiado la práctica de la charlatanería hacia un método más riguroso".
Jack London no supo de la supuesta paternidad de Chaney hasta su madurez. En 1897 le escribió a Chaney y recibió una carta de él donde indicaba: «Nunca contraje matrimonio con Flora Wellman», y que era «impotente» durante el periodo que vivieron juntos; por lo tanto, «no puedo ser tu padre».
No es posible afirmar si el matrimonio fue legalizado, ya que la mayoría de los documentos civiles de San Francisco fueron destruidos en el terremoto de 1906. Por ello, no se sabe con certeza el nombre que aparecía en el certificado de nacimiento. Stasz aclara que en sus memorias Chaney se refiere a la madre de Jack London, Flora Wellman, como «esposa». Stasz también hace hincapié en un anuncio en el cual Flora se refiere a sí misma como Florence Wellman Chaney.

## Primeros años

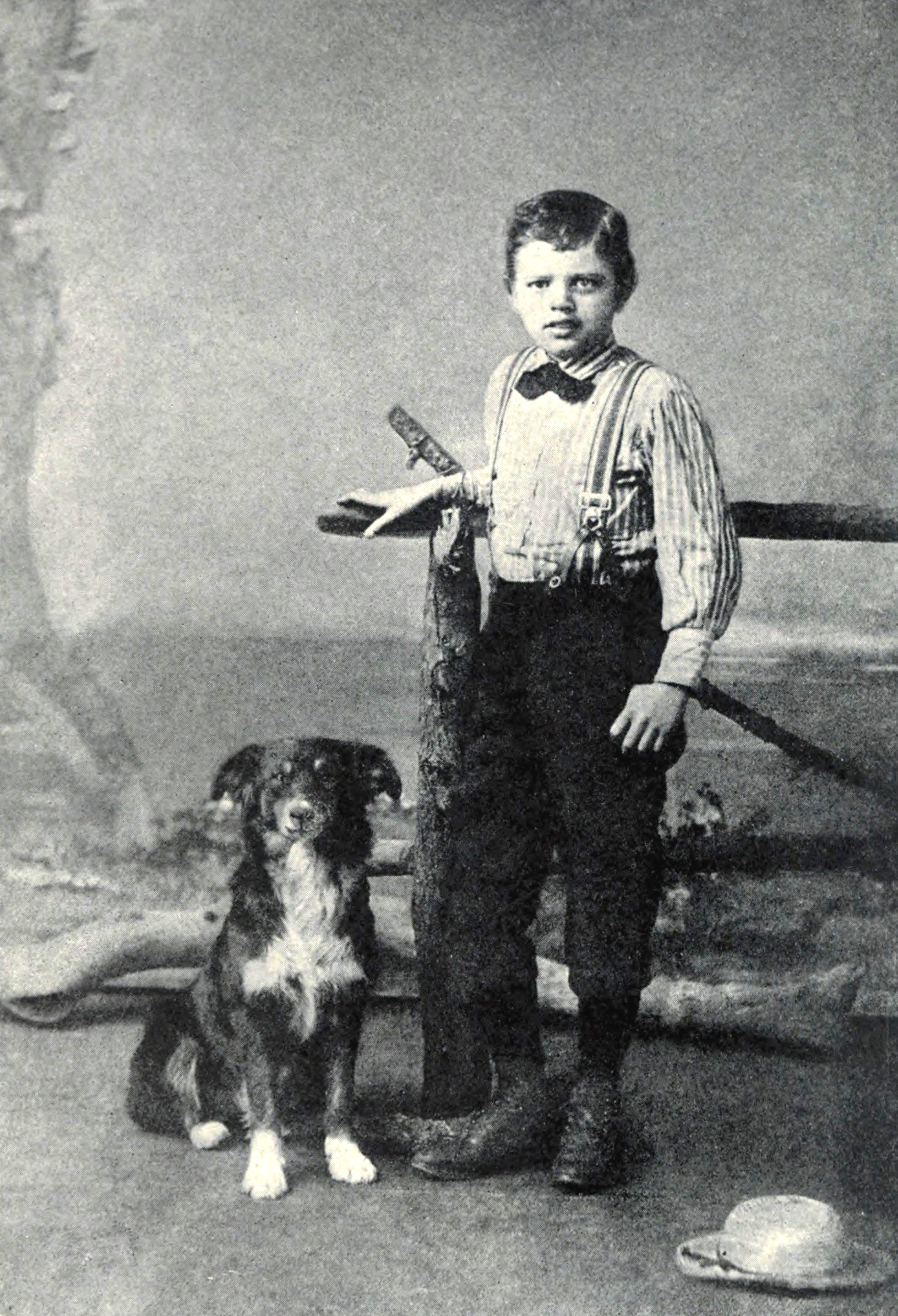
London a los nueve años con su perro Rollo (1885)

Jack London nació en San Francisco (California). Esencialmente se autoeducó, proceso que llevó a cabo en la biblioteca pública de la ciudad leyendo libros. En 1883 encontró y leyó la novela Signa de la escritora Ouida, que relata cómo un joven campesino italiano sin estudios escolares alcanza fama como compositor de ópera. London le atribuyó a este libro la inspiración para comenzar su labor literaria.
En 1893, se embarcó en la goleta Sophia Sutherland, que partía a la costa de Japón. Cuando regresó, el país estaba inmerso en el pánico de 1893 y Oakland azotado por disturbios laborales. Después de trabajos agotadores en un molino de yute y en una central eléctrica del ferrocarril, en 1894 se unió a la Kelly's industrial army, una marcha de desempleados en protesta a Washington, y comenzó su vida de vagabundo.
En 1894, pasó treinta días en la penitenciaría de Erie County en Buffalo (Nueva York) por vagabundeo. En The Road, escribió:

La manipulación del hombre fue simplemente uno de los menores horrores no aptos de mención, para evitar ofensas morales, de la penitenciaría de Erie County. Digo que no es 'apto de mención'; y en justicia debo decir también 'inconcebible'. Eran inconcebibles para mi hasta que las vi, y no era un jovencito con respecto a la vida y los tremendos abismos de la degradación humana. Se requeriría de una caída en picado considerable para alcanzar lo más bajo de la penitenciaría de Erie County, y lo hago, pero rozo suave y chistosamente lo superficial de las cosas tal como las vi allí.

Después de varias experiencias como vagabundo y marinero, London regresó a Oakland, donde acudió a la Oakland High School, contribuyendo con varios artículos para la revista de la secundaria, The Aegis. Su primera publicación fue "Typhoon off the coast of Japan", donde relató sus experiencias como marino.
Jack London deseaba desesperadamente entrar a la Universidad de California y, en 1896, después de un verano de estudio intenso, lo logró; pero los problemas financieros le obligaron a irse en 1897 y nunca se graduó. Kingman dice que "no hay ningún antecedente de que escribiera para publicaciones estudiantiles" ahí.
En 1899, London comenzó a trabajar de doce a dieciocho horas al día en la enlatadora Hickmott. Buscando una salida de su penoso trabajo, pidió un préstamo a su madre adoptiva, Jennie Prentiss, y compró la goleta Razzle-Dazzle a un pirata ostrero llamado French Frank, convirtiéndose a su vez en un ostrero. En su relato autobiográfico John Barleycorn declara haberle robado a French Frank su amante, Mamie. Después de algunos meses su goleta se dañó sin posibilidad de reparo. Se cambió al lado de la ley y se hizo miembro de la Patrulla Pesquera de California.
Mientras vivía en su casa de campo arrendada en Lago Merritt (Oakland), London conoció al poeta George Sterling y se convirtieron en buenos amigos. En 1902 Sterling ayudó a London a encontrar una casa cerca de la suya en Piedmont, California. En sus cartas London se refería a Sterling como "griego" debido a su nariz y perfil clásico, y las firmaba con el seudónimo "Lobo". London se refirió a Sterling como Russ Brissenden en su novela autobiográfica Martin Eden (1909) y como Mark Hall en El valle de la luna (1913).
Tiempo después, Jack London se distinguió en diversos campos, teniendo varios intereses y una biblioteca personal de 15 000 volúmenes.

## Carrera literaria temprana (1898-1900)

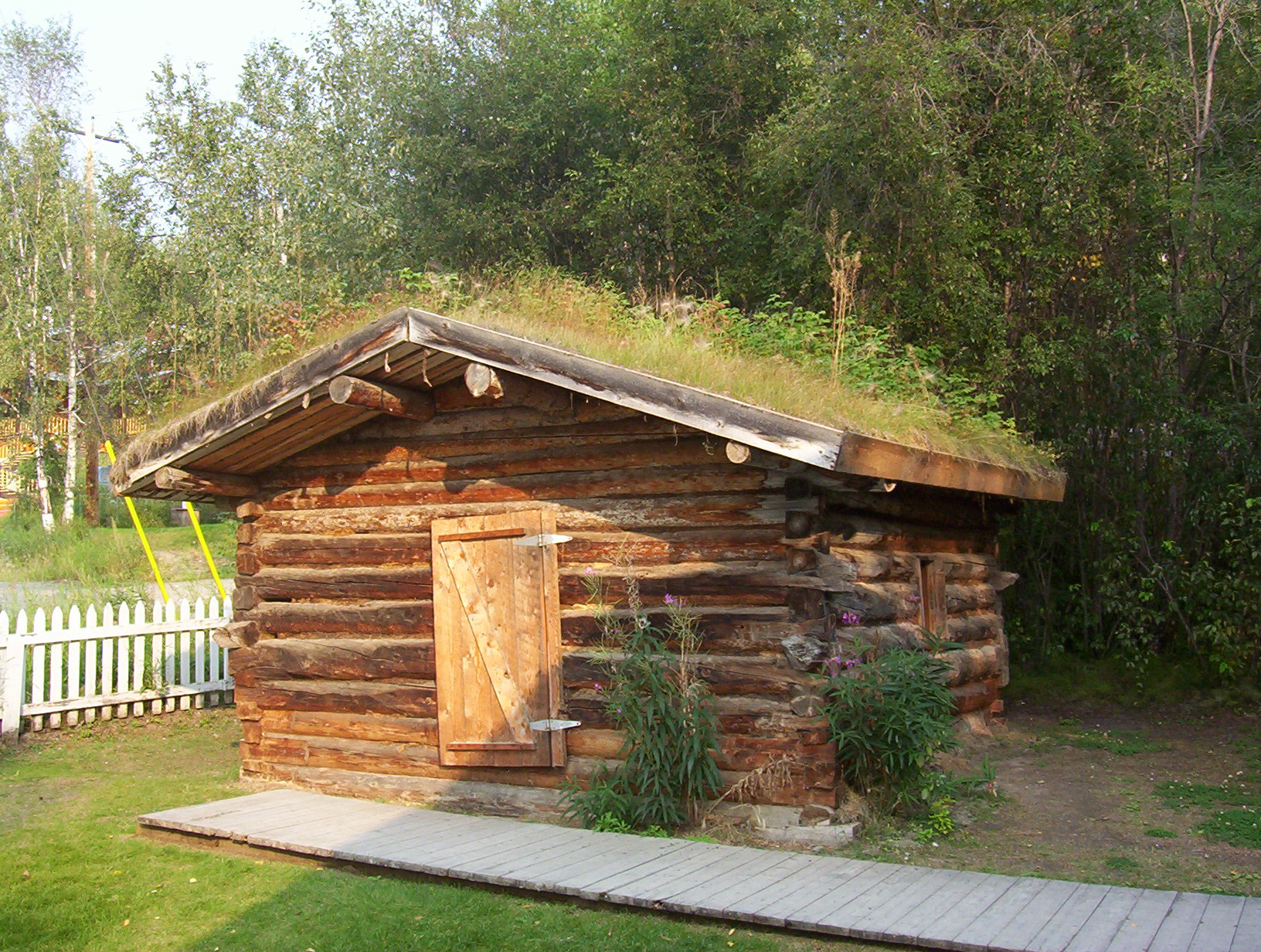
La cabaña de London en la ciudad de Dawson City, Yukon.

El 25 de julio de 1897, London y su cuñado James Shepard zarparon para unirse a la fiebre del oro de Klondike donde ambientaría sus primeras historias importantes. Sin embargo, el tiempo que pasó en Klondike fue perjudicial para su salud y, al igual que muchos otros que trabajaban mal alimentados en los yacimientos de oro, desarrolló escorbuto. Sus encías se hincharon, provocando la pérdida de sus cuatro dientes frontales, sufría constantes dolores en la cadera y los músculos de las piernas, y su cara se cubrió de llagas. Afortunadamente para él y todos los que estaban cayendo enfermos, el padre William Judge, "el santo de Dawson", había abierto un refugio en Dawson que les facilitaba abrigo, comida y algunas medicinas.
London sobrevivió las duras condiciones de Klondike, y esta lucha contra la muerte inspiró la que a menudo es catalogada como su mejor historia corta: "To Build a Fire". La famosa versión de esta historia fue publicada en 1908, pero antes se había publicado una totalmente distinta en 1902. Labor, en una antología, dice que "comparar las dos versiones es a su vez una lección instructiva en lo que distingue un trabajo artístico literario estupendo de una buena historia para niños". La historia trata sobre un terco e inútil buscador de oro que ignorando los peligros de la naturaleza, al final muere congelado por no ser capaz de hacer una simple fogata. London podría haberse identificado con el personaje, y debió presenciar actos parecidos en la vida real mientras estaba en Klondike.
Sus terratenientes en Dawson fueron dos ingenieros en minas llamados Marshall y Louis Bond, los cuales estudiaron en Yale y Standford. Su padre, (Juez Federal) "Judge" Hiram Bond, fue un rico inversionista de la minería. Los Bonds, especialmente Hiram, eran republicanos activos. En el diario de Marshall Bond se mencionan las amistosas luchas verbales sobre temas políticos como un pasatiempo.
Jack dejó en Oakland a un creyente del trabajo ético con conciencia social y conocimientos socialistas y se convirtió en un partidario activo del socialismo. También concluyó que solo su fe de escapar de la trampa del trabajo fue conseguir una educación y "vender sus pensamientos". Durante toda su vida vio la escritura como un negocio, su pasaporte de salida de la pobreza, y esperaba una forma de llevar la riqueza a su propio juego.
Cuando regresó a Oakland en 1898, empezó a luchar seriamente para entrar en la impresión, una lucha memorable descrita en su novela Martin Eden. Su primera historia publicada fue To the Man On Trail. Cuando The Overland Monthly le ofreció únicamente 5 dólares por ella—y tardó en pagarle—Jack London se acercó a un punto en el que se planteó abandonar su carrera literaria. En sus propias palabras, "literal y literariamente fui salvado" cuando The Black Cat (en español "El Gato Negro") aceptó su novela "Un millar de muertes" pagándole por ella 40 dólares—"el primer dinero que recibí por una historia".
Jack London fue afortunado durante su carrera literaria. Comenzó simplemente con nuevas tecnologías de impresión que permitían la producción de revistas de bajo coste. Esto resultó en una revolución para las revistas populares dirigidas a un amplio público, y un mercado fuerte para las historias cortas de ficción. En el año 1900, ganó aproximadamente 2500 dólares con sus historias, el equivalente a unos 75 000 dólares actualmente. Su carrera estaba encaminada hacia el éxito.
Entre las obras que vendió a las revistas se encontraba la historia corta conocida indistintamente como "Batarde" y "Diable" en dos ediciones de la misma y básica historia. Un cruel franco-canadiense que maltrata a su perro. El perro como venganza le provoca la muerte. London fue criticado por representar a un perro como la encarnación del mal. Contaría de algunas de sus críticas que las acciones del hombre son la causa principal del comportamiento de sus animales y que lo mostraría en su próxima historia corta.
La pequeña historia para el periódico Saturday Evening Post titulada «La llamada de la selva» fue algo larga. La historia comienza en un Estado de Santa Clara y representa un perro cruce de San Bernardo y Shepard llamado Buck. De hecho, la primera escena es una descripción de la granja de la familia Bond y Buck está basado en el perro que le fue prestado en Dawson por sus terratenientes. London visitó a Marshall Bond en California topándose de nuevo con él en una conferencia política que tuvo lugar en San Francisco en 1901.

## Su primer matrimonio (1900-1904)

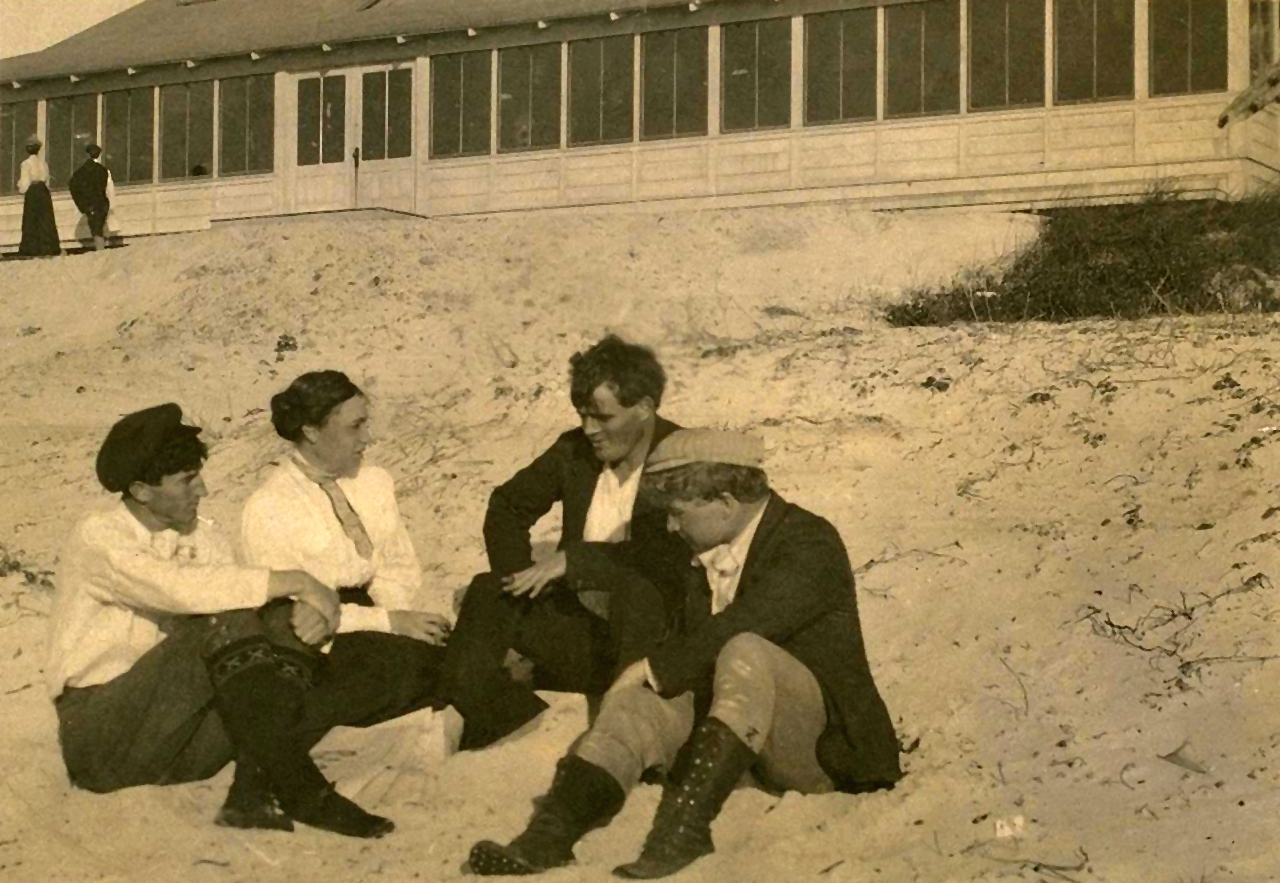
George Sterling, Mary Austin, Jack London y Jimmie Hooper en la playa de Carmel, California.

Jack London contrajo matrimonio con Bess Maddern el 17 de abril de 1900, el mismo día que The Son of the Wolf fue publicado. Bess había sido parte de su círculo de amigos durante algunos años. Stasz dice "Ambos reconocieron públicamente que no se casaban por amor, pero sí por amistad y por la creencia de que concebirían hijos fuertes". Kingman dice "ellos se encontraban a gusto juntos... Jack había dejado claro a Bessie que no la amaba, pero que le gustaba lo suficiente para tener un matrimonio satisfactorio".
Durante el matrimonio, Jack London continuó su amistad con Anna Strunsky, coescribiendo The Kempton-Wace Letters, una novela epistolar contrastando el romanticismo con un amor científico. Anna, escribiendo las cartas de "Dane Kempton", demostraba un punto de vista romántico frente al matrimonio, mientras que Jack, que escribía las cartas de "Herbert Wace", mostraba un punto de vista científico, basado en el Darwinismo y las mejoras provocadas en la descendencia que se podía producir.
En la novela, su personaje ficticio contrasta dos mujeres que London conocía:

[La primera era] una loca, lasciva criatura, maravillosa, inmoral y llena de vida hasta el borde. Mi sangre palpita caliente incluso ahora que la vuelvo a conjurar ... [La segunda era] una mujer de pechos soberbios, la madre perfecta, hecha primordialmente para reconocer el agarre de los labios de un hijo. Ya sabes, ese tipo de mujer. "Las madres de los hombres", las llamo. Y por tanto tiempo existen esta clase de mujeres en la tierra, quizás debamos mantener por dicho tiempo la fe en la semilla de los hombres. La lasciva era la pareja sexual, pero esta era la mujer madre, la última, más grande y sagrada en la jerarquía de la vida.

Wace declara:

Me propongo ordenar mis aventuras amorosas de una forma racional... Porque me caso con Hester Stebbins. No estoy impulsado por la locura sexual arcaica de la bestia, ni por la locura romántica obsoleta del hombre antiguo. Contraigo enlace y la razón me dice que está apoyado en la salud, en la sensatez y la compatibilidad. Mi intelecto disfrutará de este enlace.

Analizando el por qué del "fue impulsado hacia la mujer", tiene la intención de casarse, Wace dice:

Fue la anciana Madre Naturaleza la que llora por nuestra causa, cada hombre y mujer, para la progenie. Su único y eterno lamento: ¡PROGENIE! ¡PROGENIE!

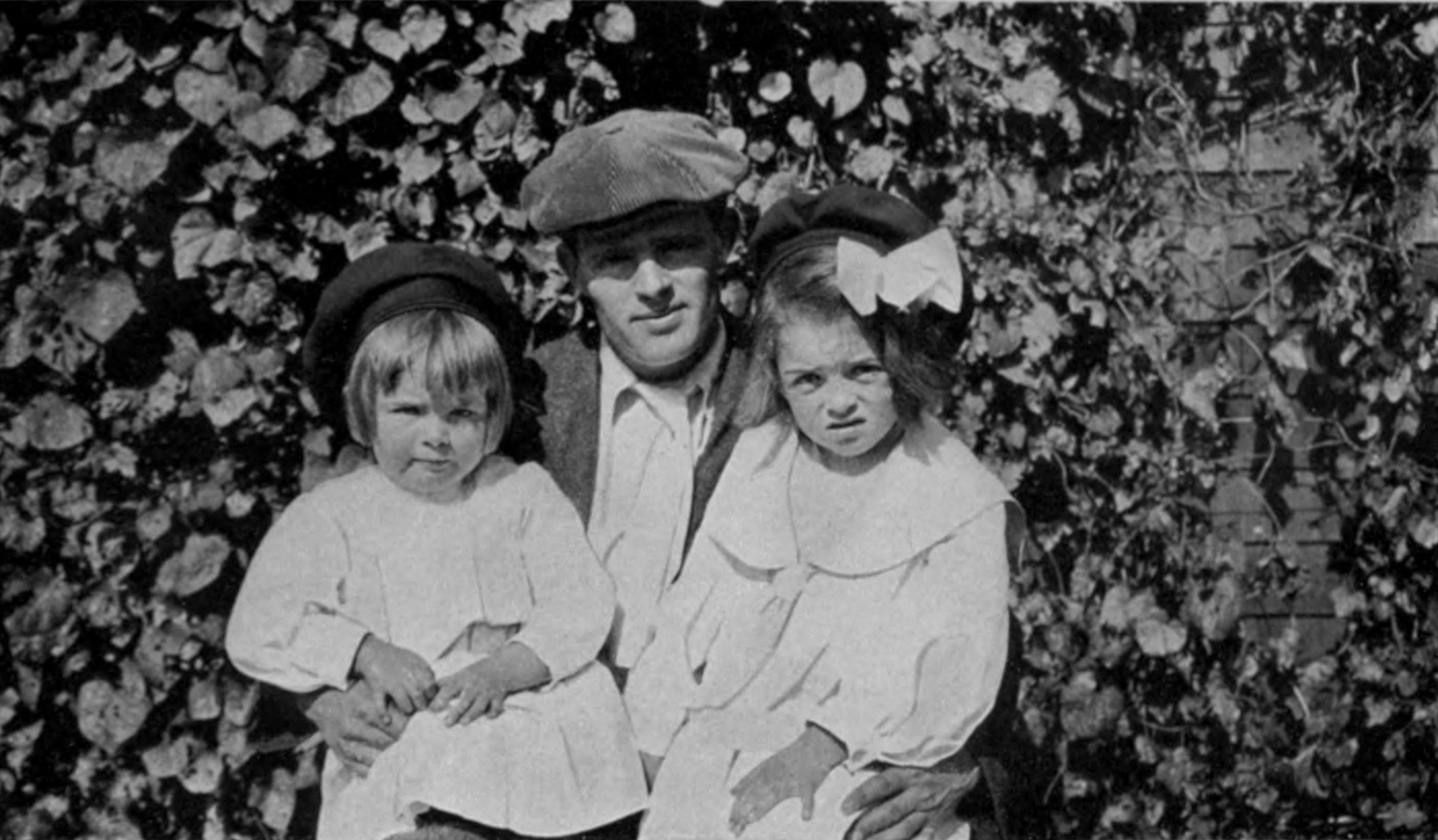
Jack con sus hijas Becky (izquierda) y Joan.

En la vida real, el nombre cariñoso de Jack para Bess era "Mami-Niña" y el de Bess para Jack era "Papi-Niño". Su primera hija, Joan, nació el 15 de enero de 1901, y la segunda, Bessie (más tarde llamada Becky), el 20 de octubre de 1902.
A pie de foto en las imágenes del álbum de fotos, reproducido en parte en la memoria de Joan London, "Jack London y Sus Hijas", publicado póstumamente, muestra la felicidad inconfundible de Jack London y el orgullo en sus hijas. Pero el propio matrimonio se ponía a prueba de forma continua. Kingman, en 1979, dice que en 1903 "la ruptura... era inminente... Bessie era una buena mujer, pero eran extremamente incompatibles. No quedaba nada de amor. Incluso la compañía y el respeto se había esfumado después del matrimonio". No obstante, "Jack seguía siendo amable y gentil con Bessie, incluso cuando Cloudsley Johns fue invitado en su casa en febrero de 1903 no sospechó la ruptura de su matrimonio".
De acuerdo a Joseph Noel, 1940, "Bessie era la madre eterna. Vivía primero para Jack, corregía sus manuscritos, le ayudaba con la gramática, pero cuando nacieron sus hijas ella vivió por ellas. Este fue su gran honor y su primer error garrafal". Jack se quejaba a Noel y George Sterling que "ella es devota hasta la pureza. Cuando le digo que su moralidad es solo la evidencia de una presión baja de la sangre, me odia. Me vendería junto con mis hijos por su maldita pureza. Esto es terrible. Cada vez que regresó después de haber estado fuera de casa por una noche, ella no me permite estar en la misma habitación que ella a no ser que no haya más remedio".
El 24 de julio de 1903, Jack London le dijo a Bessie que se marchaba y se iba de casa; durante 1904 Jack y Bess negociaron los términos del divorcio, y el fallo fue concedido el 11 de noviembre de 1904.

## Acusaciones de plagio

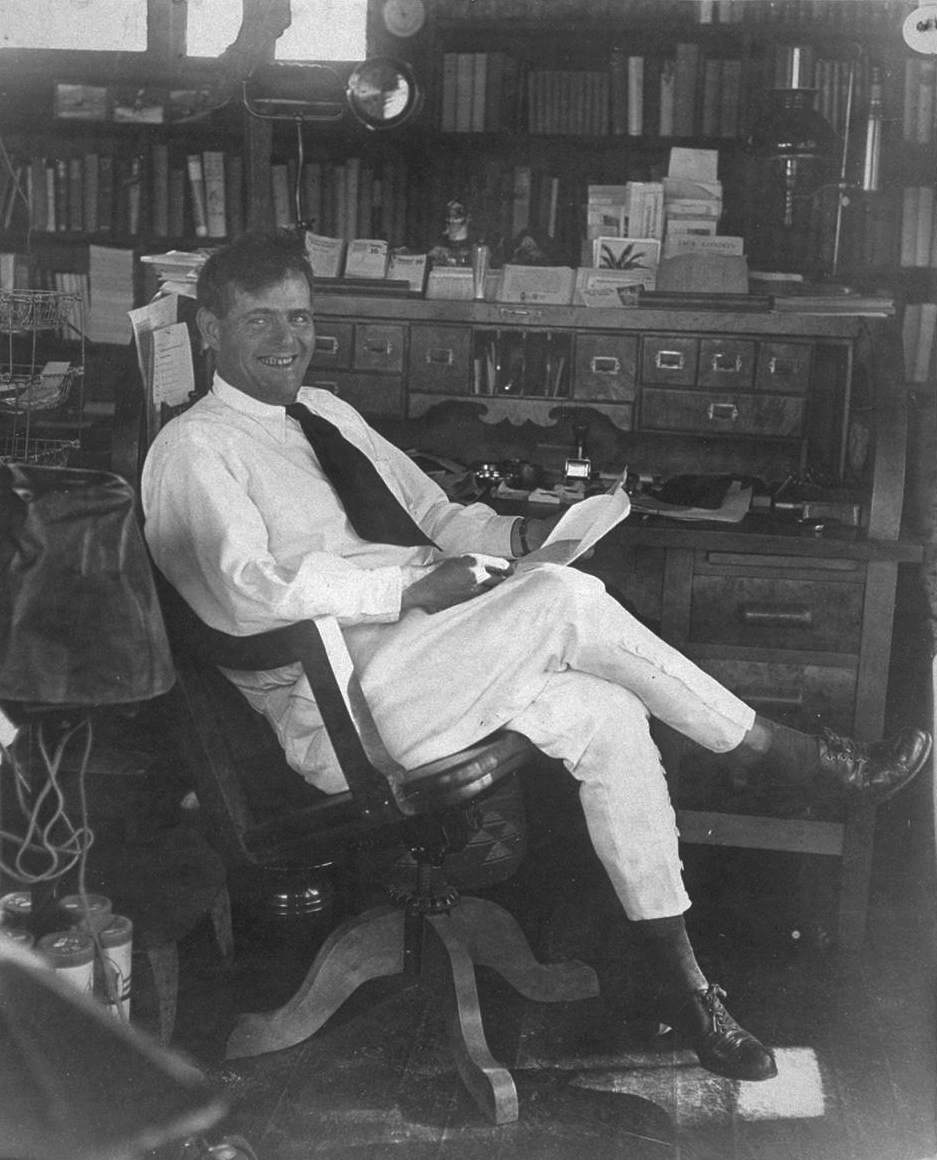
London en su despacho.

Jack London fue acusado de plagio en numerosas ocasiones durante su carrera. Era vulnerable no solo porque fuera un exitoso escritor, sino también debido a sus métodos de trabajo. En una carta a Elwyn Hoffman escribió "expresión, como sabes —conmigo— es mucho más fácil que la invención". London se hizo con argumentos de historias cortas y novelas del joven Sinclair Lewis y usaba incidentes que aparecían en recortes de periódico como material sobre el que basar sus historias.
Egerton R. Young declaró que La llamada de la selva se tomó de su libro My Dogs in the Northland. La respuesta de London fue reconocer haberla usado como fuente; declaró haberle escrito una carta a Young para agradecérselo.
En julio de 1902, dos piezas de ficción aparecieron en el mismo mes: Moon-Face de Jack London en el San Francisco Argonaut y The Passing of Cock-eye Blacklock de Frank Norris, en Century. Los periódicos hicieron comparaciones paralelas de las historias, las cuales London definía como "bastante diferentes en el tratamiento, [pero] patentemente iguales en fundación y motivación". Jack London explicó que ambos escritores basaron sus historias en el mismo hecho aparecido en la prensa. En consecuencia, se descubrió que un año antes, un tal Charles Forrest McLean había publicado otro relato de ficción basado en el mismo incidente.
En 1906 el periódico New York World publicó columnas "terriblemente paralelas" que mostraban de una parte dieciocho pasajes del relato de London llamado Love of Life y por otra pasajes similares del artículo de no ficción de Augustus Biddle y J. K Macdonald titulado Lost in the Land of the Midnight Sun (en español "Perdido en la tierra del Sol de Medianoche"). Según Joan London, hija de London, el paralelismo "[demostrado] más allá de la pregunta de si Jack había reescrito meramente el relato de Biddle". (Jack London seguramente habría objetado acerca de la palabra "meramente".) En respuesta, London advirtió que el mundo no le acusó de "plagio", solo de "identidad temporal y de situación", para lo cual "se declaró culpable" definitivamente. London reconoció el uso del relato de Biddle, citando otras numerosas fuentes que había usado, y afirmó «Yo, en el curso de hacer girar mi vida del periodismo hacia la literatura, usé material proveniente de varias fuentes las cuales habían sido coleccionadas y narradas por hombres que hicieron tornar los aspectos de la vida en periodismo».
El incidente más serio envolvió al capítulo 7 de El talón de hierro, titulado "La visión del obispo". El capítulo fue casi idéntico al ensayo irónico de Frank Harris, publicado en 1901, titulado "El obispo de Londres y la moralidad pública". Harris se indignó y sugirió que debería recibir la sesentava parte de los beneficios obtenidos por El talón de hierro, el problemático material que constituía aquella fracción de la novela completa. Jack London insistió en que él había copiado una reimpresión del artículo el cual apareció en un periódico estadounidense, y lo creyó como las palabras genuinas pronunciadas por el Obispo de Londres. Joan London definió esta defensa como "poco convincente, efectivamente".

## Rancho Hermoso (1910-1916)

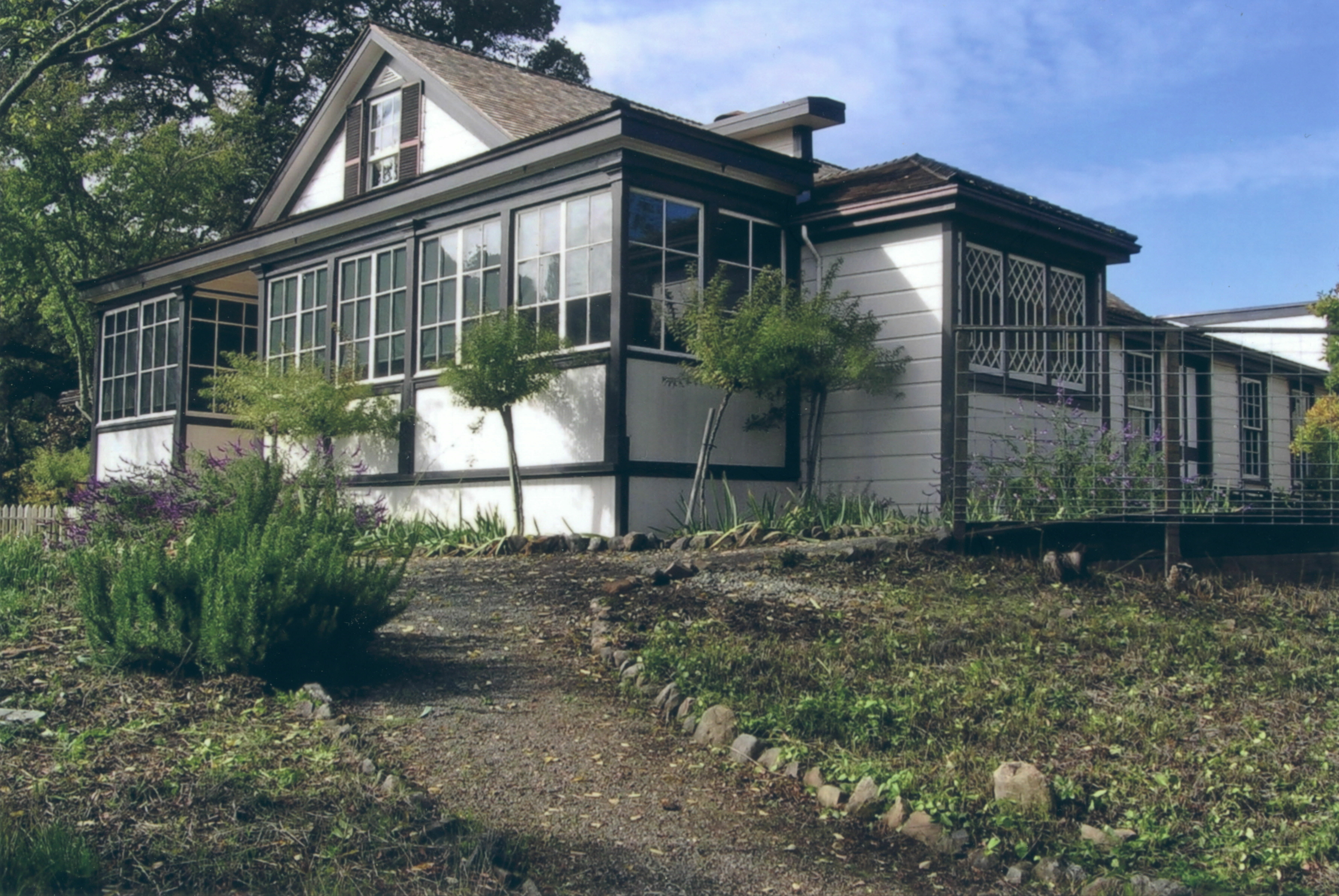
La casa de Rancho Hermoso en la que murió London el 22 de noviembre de 1916

En 1910, Jack London compró un rancho de 1000 acres (4 km²) en Glen Ellen, en el condado de Sonoma, California, por  26 000 dólares. Escribió que "Después de mi mujer, el rancho es la cosa más querida en el mundo para mí". Deseaba desesperadamente que el rancho se convirtiera en una empresa de negocios de éxito. Escribir, siempre una empresa comercial para London, se orientaría ahora más hacia un objetivo: "Escribo un libro por añadir trescientos o cuatrocientos acres [1 o 2 km²] más a mi magnífica propiedad". Después de 1910, sus obras literarias consistieron en su mayoría en composiciones literarias de pobre calidad escritas deprisa para hacer dinero, empujado por la necesidad de generar ingresos para el rancho. Joan London escribe "Pocos críticos se molestaban siquiera en evaluar su trabajo seriamente, era obvio que Jack no se iba a esforzar más".
Clarice Stasz escribe que London "había llevado completamente al corazón la visión, expresada en su ficción agraria, de la tierra como la versión más cercana del edén en la Tierra... estudió él mismo manuales de agricultura y tomos científicos. Concibió un sistema de rancho que hoy sería elogiado por su sabiduría ecológica". Estaba orgulloso del primer silo de cemento en California, que diseñó él mismo a partir de una granja de cerdos circular. London esperaba adaptar la sabiduría de la agricultura asiática sostenible a los Estados Unidos.
El rancho fue, desde muchos puntos de vista, un fracaso colosal. Los observadores amables, como Stasz, trataron sus proyectos como potencialmente factibles, y atribuyen su fracaso a la mala suerte o a su carácter pionero para la época. Los menos amables, como Kevin Starr, sugieren que fue un mal gestor, distraído por otros negocios y perjudicado por su alcoholismo. Starr hace notar que London estuvo ausente de su rancho por año y medio entre 1910 y 1916, y dice "Le gustaba la parafernalia del poder del directivo, pero no prestaba atención a los detalles... Los trabajadores de London se rieron de sus esfuerzos por jugar a ser un ranchero y consideraron que era el hobby de un hombre rico".
El rancho es actualmente un punto de referencia histórico nacional en los Estados Unidos.

## Puntos políticos
Jack London se hizo socialista a la edad de 20 años. Previamente, había estado poseído de un optimismo reprimido el cual venía de su salud y su fuerza, actuando de forma individual, trabajando duro y viendo al mundo como algo bueno. Pero tal como detalla en su ensayo, "Como me convertí en socialista", sus puntos de vista socialistas comenzaron cuando se abrieron sus ojos a los miembros de lo más bajo del foso social. Su optimismo e individualismo perdieron intensidad, y juró que nunca más trabajaría más duro de lo necesario. Escribe que su individualismo fue machacado, y que renació un socialista. London se unió primero al Partido Socialista Laboral en abril de 1896. En 1901, abandonó dicho partido y se unió al nuevo Partido Socialista de América. En 1896 el periódico llamado San Francisco Chronicle publicó una historia sobre el London de 20 años que en el City Hall Park de Oakland y de noche, dio una charla acerca de socialismo a la multitud congregada—una actividad por la cual fue arrestado en 1897. Fue presentado como alcalde de Oakland en dos ocasiones: en 1901, resultando no elegido al recibir 245 votos y en 1905, mejorando su porcentaje de votos (981 votos) pero sin alcanzar su objetivo. London hizo una gira por el país conferenciando sobre socialismo en el año 1906 y publicó colecciones de ensayos cuya temática era el socialismo (La guerra de las Clases, 1905; Revolución y otros Ensayos, 1910).

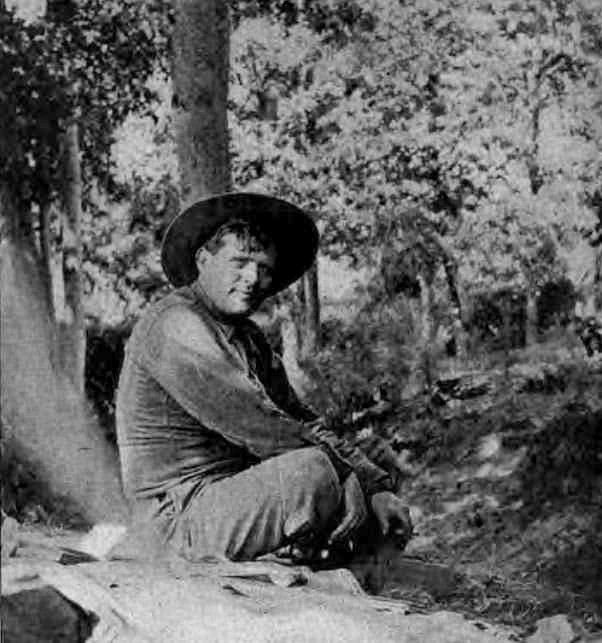
London en 1914.

A menudo se despedía en sus cartas con la frase "Vuestro para la Revolución" (en inglés Yours for the Revolution).
Stasz hace notar que "London consideraba a los Wobblies (miembros de Industrial Workers of the World, en español Trabajadores Industriales del Mundo) como una adición bien recibida a la causa socialista, aunque nunca se les unió en las pretensiones por las que establecían emplear el sabotaje". Menciona un encuentro personal entre London y Big Bill Haywood en 1912.
Es evidente un punto de vista socialista en sus obras, más notable si cabe en su novela El talón de hierro. El socialismo de Jack London venía del corazón y de su experiencia en la vida, y no de la teoría o del socialista intelectual.
En sus años en el rancho Glen Ellen, London sintió un ligero sentimiento ambivalente hacia el socialismo. Tenía un extraordinario éxito financiero como escritor, y quería desesperadamente alcanzar el mismo éxito con su rancho Glen Ellen. Se quejó acerca de los "ineficientes trabajadores italianos" en su empleo. En 1916, renunció al capítulo que constituyó en su vida Glen Ellen en el partido socialista, pero declaró categóricamente que lo hacía "debido a su carencia de fuego y lucha, y la pérdida de énfasis en la lucha de clases".
En un retrato poco favorecedor de los días de Jack London en el rancho, Kevin Starr en 1973 se refiere a este periodo como "post socialista" y dice que "... alrededor de 1911 ... London estaba más aburrido de la lucha de clases que lo que quería admitir". Starr mantiene que el socialismo de London
"siempre tuvo una cariz elitista en él, y una buena postura de acuerdo". Le gustaba jugar a ser un intelectual de la clase trabajadora cuando era apropiado a sus propios propósitos. Invitado a una casa prominente de Piamonte, llevaba una camisa de franela, pero, según comentó alguien allí, la chapa que llevaba London en solidaridad con la clase trabajadora "parecía como si hubiera sido especialmente lavada para la ocasión". Mark Twain dijo "le serviría a London para hacer que la clase trabajadora tomara el control de las cosas. Tendría que llamar a la milicia para recolectar sus derechos de autor".
En sus Memorias de Lenin (1930), su mujer, Nadezhda K. Krupskaya, afirma que dos días antes de su muerte leyó Amor a la Vida a su marido, Vladimir Ilyich Lenin.

## Polémica racial
London compartió la preocupación de muchos californianos por la inmigración asiática y el denominado peligro amarillo, que utilizó como título de un ensayo que escribió en 1904.
Este tema fue también objeto de una historia que escribió en 1910, titulada La invasión sin paralelo. Ambientada en 1976, London describe una China con sobrepoblación que conquista y coloniza los países vecinos, con la eventual pretensión de controlar el mundo entero. Las naciones occidentales responden bombardeando China con decenas de las enfermedades más infecciosas. El genocidio, que se describe con bastante detalle, es presentado y "la única solución posible al problema de China", y en ningún lugar se expresa ninguna objeción. Sin embargo, muchos de los cuentos de London destacan por su retrato empático de personajes mexicanos, asiáticos y hawaianos. En su correspondencia de la guerra ruso-japonesa, así como su novela inconclusa "Cherry", muestra gran admiración por las costumbres y capacidades japonesas.

## London y el boxeo
Durante su corta vida, London tuvo numerosos intereses, entre los que se encontraba el boxeo. El escritor realizó varios trabajos como corresponsal cubriendo los principales hitos pugilísticos de comienzos del siglo XX. El mayor de ellos fue la llamada 'Pelea del Siglo' que enfrentó en 1910 a Jack Johnson -negro y de extremada mala reputación- contra James Jeffries, favorito del público blanco y némesis planteada por la prensa de la época. El combate acabó con victoria por nocaut del campeón negro, púgil al que London había acusado durante la previa del encuentro con términos racistas.
Pero además, London trasladó su pasión por el boxeo a la literatura, escribiendo una serie de cuentos que sería publicados bajo el título 'Knock Out: tres historias de boxeo'.

## Muerte

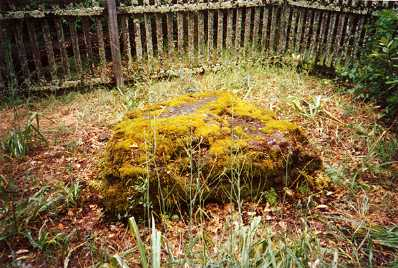
Sepultura de Jack y Charmian London.

La muerte de Jack London está llena de controversia. Muchas fuentes antiguas la describen como un suicidio, y algunas todavía lo hacen. Sin embargo, esto parece más un rumor o una especulación apoyada en los incidentes que tienen lugar en sus escritos de ficción. Su certificado de defunción establecía como causa una uremia. Murió el 22 de noviembre de 1916. Se sabe que sufría un dolor extremo y que estaba tomando morfina, y es posible que una sobredosis de morfina, accidental o deliberada, pudiera haber contribuido a su muerte. Clarice Stasz, en una semblanza biográfica, escribe "Tras la muerte de London, por varias razones, se creó el mito biográfico en el que se le presentaba como un alcohólico mujeriego que se suicidó. Las investigaciones más recientes apoyadas en documentos de primera mano cuestionan esta caricatura".
El suicidio aparece en las historias de London. En su novela autobiográfica Martin Eden, el protagonista se suicida muriendo ahogado. En su memoria autobiográfica John Barleycorn, declara, como adolescente, haber tropezado en estado de embriaguez, cayendo por la borda a la Bahía de San Francisco, "algún parloteo exorbitante cuando baja la marea me obsesionó de pronto", y fue a la deriva por horas intentando ahogarse a sí mismo, casi consiguiéndolo antes de que se le pasara la borrachera y fuera rescatado por un pescador. Un hecho paralelo ocurre en el desenlace de The Little Lady of the Big House, en el cual la heroína, enfrentada al dolor de una herida mortal e intratable causada por un disparo, experimenta un suicidio asistido por medio de la morfina. Estos hechos en sus historias probablemente contribuyeron al mito bibliográfico.
Los restos mortales de Jack London están enterrados, junto con los de su esposa Charmian, en el Parque Histórico Jack London, ubicado en Glen Ellen, California. La humilde tumba está marcada con un pedrusco mohoso.

## Obras

### Novelas

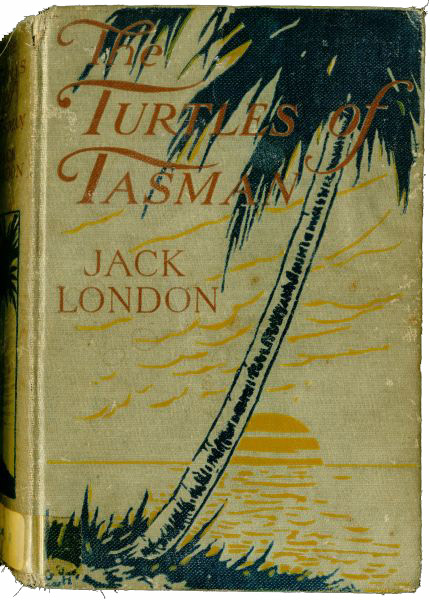
Portada de Turtles of Tasman

- El crucero del Dazzler (The Cruise of the Dazzler ,1902)
- Una hija de las nieves (A Daughter of the Snows , 1902)
- Children of the Frost (1902)
- La llamada de lo salvaje (The Call of the Wild, 1903)
- The Kempton-Wace Letters (1903, coescrito junto a Anna Strunsky y publicado anónimamente)
- El lobo de mar (The Sea-Wolf, 1904)
- The Game (1905)
- Colmillo Blanco (White Fang, 1906)
- Antes de Adán (Before Adam, 1907)
- El Talón de Hierro (The Iron Heel, 1908)
- Martin Eden (1909)
- Burning Daylight (1910)
- Aventura (Adventure, 1911)
- La peste escarlata (The Scarlet Plague, 1912)
- A Son of the Sun (1912)
- The Abysmal Brute (1913)
- El valle de la luna (The Valley of the Moon, 1913)
- El motín del Elsinore (The Mutiny of the Elsinore, 1914)
- El vagabundo de las estrellas (The Star Rover, 1915, publicado en Inglaterra bajo el título The Jacket)
- La damita de la casa grande (The Little Lady of the Big House, 1916)
- Jerry de las islas (Jerry of the Islands, 1917)
- Miguel, hermano de Jerry (Michael, Brother of Jerry, 1917)
- Hearts of Three (1920, adaptación de un guion establecido por Charles Goddard)
- Asesinatos S.L. (The Assassination Bureau, Ltd, 1963, obra inconclusa, terminada por Robert Fish)

### Colecciones de cuentos
- The Son of the Wolf (1900)
- Chris Farrington, Able Seaman (1901)
- The God of His Fathers & Other Stories (1901)
- Children of the Frost (1902)
- The Faith of Men and Other Stories (1904)
- Cuentos de la Patrulla Pesquera (Tales of the Fish Patrol, 1905)
- Moon-Face and Other Stories (1906)
- Love of Life and Other Stories (1907)
- Lost Face (1910)
- South Sea Tales (1911)
- When God Laughs and Other Stories (1911)
- La casa del orgullo (The House of Pride & Other Tales of Hawaii, 1912)
- Smoke Bellew (1912)
- A Son of the Sun (1912)
- The Night Born (1913)
- The Strength of the Strong (1914)
- The Turtles of Tasman (1916)
- The Human Drift (1917)
- The Red One (1918)
- On the Makaloa Mat (1919)
- Dutch Courage and Other Stories (1922)

### Cuentos (selección)
Según una investigación de la Universidad de Stanford realizada por Earle Labor, Robert C. Leitz III y I. Milo Shepard, en 23 años de oficio Jack London publicó 197 cuentos que quedaron dispersos en archivos, revistas y una veintena de libros. Ellos realizaron la edición canónica en inglés en 1993.  La traducción completa al español de esta edición, que incluye varios inéditos, se publicó en tres volúmenes en 2017, 2018 y 2019: Cuentos completos I, II y III, Madrid, Reino de Cordelia. Algunos de los más famosos son:
- El silencio blanco (1899)
- El hijo del lobo (1899)
- Mil muertes (1899)
- Los esbirros de Midas (1901)
- Ley de vida (1901)
- Encender una hoguera (1902, revisado en 1908)
- El sueño de Debs (1909)
- El chinago (1909)
- El sheriff de Kona (1909)
- La invasión sin paralelo (1910)
- El mexicano (1911)
- El sueño de Shorty (1911)
- Hijo del sol (1911)
- El ídolo rojo (1918)

### Memorias
- The Road (1907)
- The Cruise of the Snark (1911)
- John Barleycorn (1913)

### No ficción y ensayos (selección)
- La gente del abismo o El pueblo del abismo (1902)
- Revolution, and Other Essays (1910)
- How I Became a Socialist
- El crucero del Snark (The Cruise of the Snark, 1911)

### Teatro
- Theft (1910)
- Daughters of the Rich: A One Act Play (1915)
- The Acorn Planter: A California Forest Play (1916)

### Poesía
- A Heart (1899)
- Abalone Song (1913)
- And Some Night (1914)
- Ballade of the False Lover (1914)
- Cupid's Deal (1913)
- Daybreak (1901)
- Effusion (1901)
- George Sterling (1913)
- Gold (1915)
- He Chortled with Glee (1899)
- He Never Tried Again (1912)
- His Trip to Hades (1913)
- Homeland (1914)
- Hors de Saison (1913)
- If I Were God (1899)
- In a Year (1901)
- In and Out (1911)
- Je Vis en Espoir (1897)
- Memory (1913)
- Moods (1913)
- My Confession (1912)
- My Little Palmist (1914)
- Of Man of the Future (1915)
- Oh You Everybody's Girl (19)
- On the Face of the Earth You are the One (1915)
- Rainbows End (1914)
- Republican Rallying Song (1916)
- Sonnet (1901)
- The Gift of God (1905)
- The Klondyker's Dream (1914)
- The Lover's Liturgy (1913)
- The Mammon Worshippers (1911)
- The Republican Battle-Hymn (1905)
- The Return of Ulysses (1915)
- The Sea Sprite and the Shooting Star (1916)
- The Socialist's Dream (1912)
- The Song of the Flames (1903)
- The Way of War (1906)
- The Worker and the Tramp (1911)
- Tick! Tick! Tick! (1915)
- Too Late (1912)
- Weasel Thieves (1913)
- When All the World Shouted my Name (1905)
- Where the Rainbow Fell (1902)
- Your Kiss (1914)